# (7282) 1989 BC
1989 بي سي (ويعرف أيضًا باسم (7282) 1989 بي سي وفق تسمية الكوكب الصغير) (بالإنجليزية: 1989 BC)‏ هو كويكب ضمن حزام الكويكبات؛ وترتيبه 7282 من حيث الاكتشاف.
اكتُشف هذا الجُرم الفلكي بواسطة هيروشي كانيدا في 29 يناير 1989.

## وصلات خارجية
- (7282) 1989 BC في قاعدة بيانات مختبر الدفع النفاث لأجرام النظام الشمسي الصغيرة

- الاكتشاف · مخطط المدار ·  العناصر المدارية · المعلمات المادية

- (7282) 1989 BC على موقع ويكي سكاي: DSS2, SDSS, GALEX, IRAS, Hydrogen α, X-Ray, Astrophoto, Sky Map, Articles and images